# Tetworth
Tetworth – wieś w Anglii, w hrabstwie Cambridgeshire, w dystrykcie Huntingdonshire. Leży 24 km na zachód od miasta Cambridge i 73 km na północ od Londynu. W 2001 miejscowość liczyła 45 mieszkańców.